# Vârful Leaota, Munții Leaota
Vârful Leaota este cel mai înalt vârf din Masivul Leaota, Carpații Meridionali, având o altitudine de 2.133 metri. În special datorită distanței mari față de localitățti, acest vârf are un aflux turistic minim.

## Accesibilitate
Urcarea spre acest vârf se poate face pe unul din aceste două drumuri:
- din comuna argeșeană Stoenesti, urmând indicatorul spre satul Valea Bădenilor, apoi indicatorul spre Vârful Leaota.
- din comuna dâmbovițeană Runcu, urmând indicatoarele spre Mănăstirea Adormirea Maicii Domnului și apoi indicatorul spre Cabana Leaota.